# Javier Hernández Bonnet
Javier Hernández Bonnet (Manizales, 10 de octubre de 1954) es un periodista y comentarista deportivo colombiano. Actualmente es el director de deportes de Caracol Televisión y director del programa deportivo Blog Deportivo en Blu Radio. 

## Biografía

### Trayectoria
Inició su carrera en Todelar. Después estuvo en RCN Radio de 1978 a 1989. Trabajó en las emisoras de Manizales, Medellín y Bogotá. En 1988, pasó a presentar y dirigir en televisión la sección deportiva del Noticiero 24 Horas, hasta 1995. Después pasó al Noticiero Nacional, en donde estuvo de 1995 a 1998. Fue presentador de deportes en Teleantioquia.
En 1998, con la llegada de los canales privados de televisión, Javier Hernández  Bonett fue nombrado director de deportes del Canal Caracol. También es director del programa Blog deportivo en Blu Radio.
Ha cubierto mundiales como los de México 1986 e Italia 1990. En Estados Unidos 1994 fue el jefe de prensa de la Selección Colombia. También ha comentado las copas del mundo Francia 1998, Corea del Sur y Japón 2002, Alemania 2006, Sudáfrica 2010, Copa Mundial de Fútbol Sub-20 de 2011, Copa Mundial de Fútbol Brasil 2014, Copa Mundial de Fútbol Rusia 2018 y Catar 2022. ha comentado también las Eliminatorias México 1986, Eliminatorias Italia 1990, Eliminatorias Estados Unidos 1994, Eliminatorias Francia 1998, Eliminatorias Corea del Sur y Japón 2002, Eliminatorias Alemania 2006, Eliminatorias Sudáfrica 2010, Eliminatorias Brasil 2014, Eliminatorias Rusia 2018, Eliminatorias Catar 2022, y actualmente las Eliminatorias Canadá/Estados Unidos/México 2026.
Fue ganador del Premio Ondas, de España, en 1997. Igualmente, obtuvo el Premio Simón Bolívar en 2004, por la entrevista realizada al Pibe Valderrama.
Entre 2000 y 2002 estuvo en el programa Tribuna Caliente, del Canal Caracol, junto a Hernán Peláez Restrepo, Iván Mejía Álvarez y el analista arbitral Rafael Sanabria.

## Libros
- Colombia es mundial (2013, Editorial Grupo Planeta, ISBN 9584237365)
- El método Pékerman (2015, Editorial Grupo Planeta, ISBN 9584244582)